# Život na vagi (8. sezona)
Život na vagi 2024 je osma sezona hrvatskog reality showa Život na vagi na RTL-u. Show je kreiran prema američkoj licenci natjecanja The Biggest Loser.
Prijave za novu sezonu započele su 3. siječnja 2024. godine. Snimanje sezone započelo je krajem svibnja iste godine. U sezoni je sudjelovalo šesnaestero kandidata. Prikazivanje je započeo 2. rujna 2024. godine na kanalu RTL, dok je emitiranje na platformi Voyo započelo 24 sata ranije, 1. rujna 2024.
Prvih pet epizoda emitirano je u jednom tjednu od ponedjeljka do petka u 21 sat, dok je nastavak emitiranja po tri epizode tjedno, od srijede do petka u 21 sat. Završna epizoda prikazana je u petak, 6. prosinca 2024. na RTL-u, a dan ranije 5. prosinca 2024. na streaming platformi Voyo.
Glavni pobjednik sezone s 49,3 % izgubljene tjelesne mase je Alina Pantseyev, a pobjednik iz konkurencije nefinalista je Nikolina Radušić s 37,9 % izgubljene tjelesne mase.
Glavna nagrada ove sezone iznosila je 20.000 eura dok za pobjednik nefinalista iznosi 7.000 eura.

## Sudionici emisije

### Voditeljica
- Marijana Batinić

### Treneri i stručni suradnici
- Mirna Čužić – profesionalna trenerica
- Edin Mehmedović – profesionalni trener
- Martina Linarić – nutricionistica
- Mara Šimunović – dr. sc., psihologija
- Sanja Žuljević – profesionalna trenerica, gost
- Mario Mandarić – profesionalni kuhar
- Ivana Čuljak – profesionalna slastičarka
- Vedran Višek – stručnjak za sportsku suplementaciju
- Larisa Lipovac – instruktorica plesa
- Dina Frleta – profesionalna kuharica
- Marko Palfi – kuhar
- Matej Švec – trener uličnog vježbanja (street workouta)
- Ivan Čačić – trener uličnog vježbanja (street workouta)
- Dajana Milevoj – kandidatkinja 7. sezone Života na vagi
- Štefica Sever – kandidatkinja 6. sezone Života na vagi
- Dragica Ceković – kandidatkinja 6. sezone Života na vagi
- Ivan Krolo – kandidat i pobjednik 1. sezone Života na vagi

### Liječnički tim
- Goran Šukara – dr. med., sec. interne medicine, subspec. reumatologije
- Katarina Robić – mag. nutricionizma
- Antun Koprivanac – dr. med., spec. interne medicine, subspec. pulmologije
- Mima Georgijeva – dr. med., spec. interne medicine, subspec. kardiologije
- Anamarija Luščić – mag. psihologije

## Natjecatelji
| Boja | Značenje boje u tablicama |
| ---- | ------------------------- |
|      | glavni pobjednik          |
|      | finalisti                 |
|      | pobjednik nefinalist      |

U ovoj sezoni za glavnu nagradu natjecalo se 16 kandidata: 9 žena i 7 muškaraca. 
Zajedno su težili 2547,2 kg odnosno više od 2,5 tone. 
Antonija i Ivica zbog prekomjerne težine i zabrinutosti liječnika i trenera, nisu sudjeluji u izazovima s ostalim natjecateljima. Oba kandidata su uključena u program pod posebnim uvjetima i treniraju prema prilagođenom planu, uz nadzor liječnika, sve dok se nije procijenilo da su spremni za ravnopravno sudjelovanje. Dozvolu lječnika dobili su u osmom tjednu natjecanja. 
| Natjecatelj      | Mjesto         | Dob | Kg       | Kg                 | Kg       | %       | Status                                      |
| Natjecatelj      | Mjesto         | Dob | Prvo     | Tijekom emitiranja | Finalno  | %       | Status                                      |
| ---------------- | -------------- | --- | -------- | ------------------ | -------- | ------- | ------------------------------------------- |
| Alina Pantseyev  | Zaprešić       | 26  | 145,3 kg | 100,8 kg           | 73,6 kg  | –49,3 % | pobjednica sezone                           |
| Mateo Biloš      | Dubrovnik      | 30  | 198,6 kg | 144,4 kg           | 110,0 kg | –44,6 % | drugoplasiran                               |
| Davorka Roginek  | Breznica       | 35  | 137,7 kg | 101,7 kg           | 80,2 kg  | –41,8 % | trećeplasiran                               |
| Esmir Silajdžija | Pula           | 49  | 156,3 kg | 113,2 kg           | n/n      | n/n     | finalist – diskvalificiran                  |
| Nikolina Radušić | Zagreb         | 39  | 162,4 kg | 120,3 kg           | 100,8 kg | –37,9 % | 14. el. / pobjednica nefinalista            |
| Tomislav Čekolj  | Zagreb         | 30  | 164,5 kg | 125,3 kg           | 123,3 kg | –25,0 % | 5. eliminiran/a, vraćen te 13. eliminiran/a |
| Antonija Rojnica | Split          | 28  | 214,2 kg | 176,1 kg           | 167,5 kg | –21,8 % | 12. eliminiran/a                            |
| Antonio Krešić   | Zagreb         | 20  | 151,1 kg | 123,1 kg           | 100,3 kg | –33,6 % | 11. eliminiran/a                            |
| Ivica Burjan     | Gornji Desinec | 41  | 244,3 kg | 205,1 kg           | 189,8 kg | –22,3 % | 10. eliminiran/a (odustao/la)               |
| Marija Novak     | Vukovar        | 24  | 163,1 kg | 134,3 kg           | 104,8 kg | –35,7 % | 9. eliminiran/a (odustao/la)                |
| Nina Slišković   | Solin          | 25  | 131,5 kg | 115,5 kg           | 89,4 kg  | –32,0 % | 8. eliminiran/a (odustao/la)                |
| Larisa Emšo      | Kastav         | 31  | 112,7 kg | 96,2 kg            | 86,7 kg  | –23,1 % | 6. eliminiran/a (odustao/la)                |
| Maja Marušić     | Popovača       | 43  | 109,4 kg | 100,5 kg           | 78,7 kg  | –28,1 % | 4. eliminiran/a (odustao/la)                |
| Igor Prpić       | Virovitica     | 50  | 155,4 kg | 139,2 kg           | 111,7 kg | –28,1 % | 3. eliminiran/a (odustao/la)                |
| Samanta Fiolić   | Prekvršje      | 28  | 148,4 kg | 133,4 kg           | 109,2 kg | –26,4 % | 2. eliminiran/a (odustao/la)                |
| Roman Husanović  | Sarvaš         | 39  | 152,3 kg | 147,1 kg           | 132,9 kg | –12,7 % | 1. eliminiran/a (odustao/la)                |

## Tijek televizijskog emitiranja
| Boja | Značenje boje u tablicama |
| ---- | ------------------------- |
|      | najveći gubitnik tjedna   |
|      | najmanji gubitnik tjedna  |
|      | glavni pobjednik          |
|      | finalisti                 |
|      | pobjednik nefinalist      |

Epizoda 1, 2. rujna 2024. – Igra 1: Potrebno je proći kružnu stazu, dugu otprilike 1 km. Pobjednik osvaja imunitet, a pobjednik i ostalih najbržih šest biraju svoje parove na nastavak natjecanja jer ove godine neće biti timova nego parova. Pobjednik izazova je Esmir (6:22 min) te osvaja imunitet i mogućnost biranja partnera, a slijede ga: Maja (6:33 min), Tomislav (7:13 min), Alina (7:19 min), Nina (7:23 min), Roman (7:24 min) te Samanta (7:39 min). Predstavljanje kandidata. Vaganje 0.
Epizoda 2, 3. rujna 2024. – Nastavak Vaganje 0. Predstavljanje dva izdvojena kandidata u jednom paru (Antonija i Ivica) koji za sada neće sudjelovati u izazovima. Izbor parova.
Epizoda 3, 4. rujna 2024. – Prvi trening. Savjetovanje s nutricionisticom. Maja i Nikolina zahvaljujući znanju na kvizu osvajaju prednost na velikom izazovu. 
Epizoda 4, 5. rujna 2024. – Veliki izazov 1: Prenošenje kockica šećera do označene linije. Pobjednik osvaja –1 kg prednosti na sljedećem vaganju, a ako prednost ne iskoristi, za iduće vaganje se povećava za +1 kg, do maksimalno –5 kg. Maja i Nikolina imaju prednost od 30 kockica. Pobjednici su Larisa i Tomislav (crni par). Konzultacije s nutricionisticom. Trening.
Epizoda 5, 6. rujna 2024. – Vaganje 1. Žuta linija odlučuje o paru koji ide u eliminaciju. Roman i Mateo nalaze se ispod žute linije, a Roman odustaje te bez glasanja izlazi nakon prvog tjedana natjecanja, a ujedno je i prvi natjecatelj koji je samostalno odustao od natjecanja.
Epizoda 6, 11. rujna 2024. – Trening. Igra 2: Step aerobic na ispadanje. Pobjednik igre je Tomislav iz crnog para čime osvaja prednost za svoj par na Velikom izazovu 2.
Epizoda 7, 12. rujna 2024. – Veliki izazov 2: Guranje bačvi. Pobjednički par osvaja –3 kg prednosti na sljedećem vaganju. Larisa i Tomislav (crni par) dobivaju prednost u prenošenju 10L vode manje od ostalih kandidata no zbog nepoštivanja pravila prednost im se oduzima te se natječu po istim pravilima kao i ostali. Pobjednici su Larisa i Tomislav (crni par).
Epizoda 8, 13. rujna 2024. – Vaganje 2. Crvena linija odlučuje od kandidatu koji ispada. Maja i Nikolina (bež par) nalaze se ispod crvene linije. Lošiji natjecatelj iz para, Maja, trebala je napustiti natjecanje, no Samanta odustaje te izlazi nakon drugog tjedana natjecanja, a ujedno je i drugi natjecatelj koji je samostalno odustao od natjecanja. 
Epizoda 9, 18. rujna 2024. – Trening. Edukacija o mentalnom zdravlju. Učenje Antonia kako voziti bicikl. Edukacija o prehrani s Marijem Mandarićem. 
Epizoda 10, 19. rujna 2024. – Veliki izazov 3: Sakupljanje utega s dna bazena. Natjecatelji imaju 1 tonu utega u bazenu te 60 minuta za izroniti ih, a tko prikupi najviše osvaja nagradu o obliku saune i jacuzzija. Pobjednici s prikupljenih 210 kg utega su Davorka i Mateo (ljubičasti par). Trening.
Epizoda 11, 20. rujna 2024. – Vaganje 3. Žuta linija odlučuje o kandidatima koji idu u eliminaciju, a ispod linije će se nalaziti svi osim najboljeg para. Tomislav i Larisa (crni par) koriste prednost od –3 kg osvojenih u Velikom izazovu 1. Ujedno, Tomislav i Larisa (crni par) nalaze se iznad žute linije, a ostali natjecatelji odlučuju o kandidatu koji će napustiti natjecanje. Uz molbe prema drugim kandidatima da želi napustiti natjecanje, Igor je izbačen te te izlazi nakon tri tjedana natjecanja, a ujedno je i treći natjecatelj koji je samostalno odustao od natjecanja.
Epizoda 12, 25. rujna 2024. – Trening. Edukacija sa Sanjom Žuljević.
Epizoda 13, 26. rujna 2024. – Veliki izazov 4: Utrka na speedway stazi s vrećama ukupne težine od 300 kg. Pobjednički par osvaja –3 kg prednosti na sljedećem vaganju. Pobjednici su Esmir i Antonio (crveni par). Trening.
Epizoda 14, 27. rujna 2024. – Vaganje 4. Žuta linija i svi natjecatelji ispod –2% izgubljene tjelesne mase su ugroženi. Uz molbe prema drugim kandidatima da želi napustiti natjecanje, Maja odustaje te izlazi nakon četiri tjedana natjecanja, a ujedno je i četvrti natjecatelj koji je samostalno odustao od natjecanja. U istoj epizodi od natjecanja je htjela odustati i Nina, no zamoljena je da pričeka idući tjedan i razgovor s trenerima. U četiri tjedna emitiranja, još uvijek niti jedna osoba nije izbačena, a da nije htjela odustati od natjecanja. 
Epizoda 15, 2. listopada 2024. – Nina u razgovoru s Edinom odlučuje ostati u showu te postaje s Nikolinom novo kreirani par 2. Igra 3: Tko pojede više slastica, osvaja video–poziv. Pobjednik igre je Tomislav s pojedena dva bombona (12 kalorija) te poziva oca, a sudjelovala je još samo Nikolina koja je pojela jedan bombon (6 kalorija). Razgovor s nutricionisticom zbog nepridržavanja jelovnika te nove ideje o prehrani kandidata.
Epizoda 16, 3. listopada 2024. – Veliki izazov 5: Raspetljavanje konopca kako bi par pokupio sve zastave. Najlošiji par osvaja +0,5 kg, a najbolji –1,5 kg na idućem vaganju. Pobjednički par je Dubravka i Mateo (ljubičasti par), a najlošiji Alina i Marija (zeleni par). Edukacija o proteinima s Vedranom Višekom. Završni trening.
Epizoda 17, 4. listopada 2024. – Vaganje 5. Žuta linija i jedan natjecatelj najlošijeg para je ugrožen. Najlošiji rezultat na vagi imaju Tomislav i Larisa (crni par). Tomislav je izbačen te izlazi nakon pet tjedana natjecanja, a ujedno je i prvi natjecatelj koji nije samovoljno odustao od natjecanja već je dobio najviše glasova od preostalih kandidata. 
Epizoda 18, 9. listopada 2024. – Trening. Edukacija sa slastičarkom Ivanom Čuljak. Igra 4: Borba marincima. Pobjednički par ima pravo izbora tko napušta natjecanje na idućem vaganju ispod žute linije. Pobjednica je Larisa (crni tim). 
Epizoda 19, 10. listopada 2024. – Veliki izazov 6: Držanje na konopcu. Pobjednički par osvaja imunitet na sljedećem vaganju. Pobjednici su Antonio i Esmir (tamno crveni tim). Antonija i Ivica prolaze liječnički pregled te iako je vidljiv napredak i dalje ostaju u posebnom statusu unutar natjecanja. Završni trening. 
Epizoda 20, 11. listopada 2024.– Vaganje 6. Žuta linija odlučuje o paru koji ide u eliminaciju, a o paru koji napušta natjecanje odlučuje Larisa zbog pobjede u Igri 4. Najlošiji rezultat na vagi imaju Alina i Marija (zeleni par), no Larisa odustaje te izlazi nakon šest tjedana natjecanja, a ujedno je i peti natjecatelj koji je samostalno odustao od natjecanja.
Epizoda 21, 16. listopada 2024. – Parovi biraju hoće li ovog tjedna trenirati s trenerima ili samostalno. Parovi koji odaberu samostalno treniranje imat će –1 kg na idućem vaganju. Ponudu prihvaćaju Alina i Marija (zeleni par) te Nikolina i Nina (bež par). Ovog tjedna ne kuhaju sami već će si od ponuđenog samostalno kreirati obroke. Igra 5: Najviše kalorija na tanjuru. Pojedinačni pobjednik ima pravo na imunitet koji će na idućem vaganju mora pokloniti drugoj osobi. Pobjednik je Ivica. Trening.
Epizoda 22, 17. listopada 2024. – Veliki izazov 7: Ulijevanje vode u bačve. Pobjednički par osvaja –2 kg prednosti na sljedećem vaganju. Pobjednici su Esmir i Antonio (crveni par). Mateo dobiva poklon telefonskog poziva sa suprugom, a Ivica crteže svoje djece. Trening.
Epizoda 23, 18. listopada 2024. – Vaganje 7. Crvena linija odlučuje od natjecatelju koji ispada. Ivica svoj imunitet iz Igre 5 daje Davorki. Davorka i Mateo (ljubičasti par) nalaze se ispod crvene linije. Mateo je izbačen te izlazi nakon sedam tjedana natjecanja, a ujedno je i drugi natjecatelj koji nije samovoljno odustao od natjecanja već ga napušta zbog lošijeg rezultata od Davorke, neovisno o njenom imunitetu.
Krajem 23. epizode, završen je 7. od 14. tjedana natjecanja. Nakon polovice natjecanja, najviši postotak izgubljene tjelesne mase ima Alina (–18,7 %). Slijede ju Esmir (–15,8 %), Nikolina (–14,0 %), Davorka (–13,3 %) i Marija (–12,9 %). Najlošije rezultate, imaju najteži natjecatelji: Ivica (–11,1 %) i Antonija (–10,6 %).
Epizoda 24, 23. listopada 2024. – Nina odustaje od natjecanja uoči početka osmog tjedana natjecanja, a ujedno je i šesti natjecatelj koji je samostalno odustao od natjecanja. Od ovog tjedna, Ivica i Antonija (plavi par) postaju redovni natjecatelji bez imuniteta. Pred natjecateljima je postavljen izazov: u slučaju da zajednički rezultat na Vaganju 8 bude –31,2 kg, nitko ne napušta natjecanje (prvotni cilj od –35,0kg umanjen za prosjek po natjecatelju od –3,8 kg zbog odustajanja Nine). Trening. Konzultacije Mirne sa ženskim natjecateljicama o problemima u kući.  Igra 6: Mogućnost umanjenja zajedničkog zadatka za Vaganje 8, ovisno o uspjehu između 1 i 10 kg. Natjecatelji su uspješni te umanjuju ukupni rezultat za –10 kg te je novi cilj –21,2 kg (što bi bio prosjek –2,65 kg po natjecatelju). 
Epizoda 25, 24. listopada 2024. – Veliki izazov 8: Povlačenje splava s rodbinom i prijateljima natjecatelja. Vježbe plesa s Larisom Lipovac. Trening. Esmirov video–poziv s kćerkom. 
Epizoda 26, 25. listopada 2024. – Vaganje 8. Žuta linija odlučuje o dva najlošija paru koji ide u eliminaciju, ako natjecatelji ne ostvare tjedni izazov. Voditeljica mijenja pravila i ciljana težina za ostvarenje zadatka smanjena je na –30,0kg te dodatno snižena na –20,0kg zbog zajedničkog ostvarenog zadatka u Igri 6. Natjecatelji ostvaruju zadatak tjednim gubitkom od –39,1 kg (prošli tjedan: 1193,3 kg; ovaj tjedan: 1154,2 kg) te nitko ne izlazi u osmom tjednu natjecanja. U natjecanje po odluci produkcije vraćaju se jedina dva kandidata koji samostalno nisu napustili natjecanje: Mateo i Tomislav.
Uoči televizijskog emitiranja 27. epizode, u javnosti je objavljena informacija kako natjecatelj Esmir Silajdžija neće sudjelovati u finalnoj epizodi.
Epizoda 27, 30. listopada 2024. – Od devetog tjedna ukidaju se parovi i uvode dva tima. Plavi tim: Esmir, Mateo, Antonio, Davorka, Ivica. Crveni tim: Alina, Nikolina, Marija, Tomislav i Antonija. Edukacija s Dinom Frleta o veganskoj i vegetarijanskoj prehrani. Igra 7: Borba timova na poligonu (tri igre: balans i koordinacija, izdržljivost i vještina te snaga i brzina). Pobjednički tim osvaja mogućnost odmora od kuhanja tjedan dana, dok suparnički tim mora kuhati i za njih. Plavi tim pobjeđuje u sve tri igre. Trening.
Epizoda 28, 31. listopada 2024. – Veliki izazov 9: Vožnja bicikla 12 sati. Pobjednički tim osvaja –1,5 kg prednosti na sljedećem vaganju ili pravo izbora da nitko ne izlazi iz natjecanja na Vaganju 9. Plavi tim pobjeđuje crveni tim te odlučuje da nitko ne izlazi iz natjecanja na Vaganju 9.
| crveni tim | 94,43 km | 4 sata, 20 minuta, 15 sekundi |
| plavi tim  | 151,4 km | 4 sata, 48 minuta, 56 sekundi |

Igra 8: Test znanja. Pobjednički tim osvaja –1,5 kg prednosti na sljedećem vaganju. Crveni tim pobjeđuje rezultatom 6–3 te osvaja nagradu na idućem vaganju.
Epizoda 29, 1. studenog 2024. – Vaganje 9. Nitko ne napušta natjecanje zbog odluke plavog tima iz Velikog izazova 9.
Epizoda 30, 6. studenog 2024. – Crveni tim zahvaljujući pobjedi na Vaganju 9 imaju mogućnost odabira trenera do kraja natjecanja. Crveni tim odabire Mirnu, a plavom timu preostale Edin. Timovi biraju vođe timova: crveni tim odabire Nikolinu, a plavi tim Esmira. Trening. Konzultacije ss Sanja Žuljević. Igra 9: Nogomet.
Epizoda 31, 7. studenog 2024. – Veliki izazov 10: Štafeta na brdu pijeska. Pobjednički tim osvaja do –6,0 kg na sljedećem vaganju, no i gubitnički tim osvaja nagradu koliko su uspjeli štafeta izmijeniti u istom vremenu kao pobjednički tim. Plavi tim je bio brži te osvaja –6,0 kg na sljedećem vaganju, a crveni tim –4,0 kg na sljedećem vaganju. Igra 10: Kuhanje. Potrebno je napraviti slijed od tri jela za Martinu Linarić i kuhara Marka Palfija te trenere. Nagrada za bolji tim koji kreira bolja jela je –1,0 kg na sljedećem vaganju te večera u restoranu. Crveni tim pobjeđuje plavi tim rezultatom 3–1. Trening.
Epizoda 32, 8. studenog 2024. – Vaganje 10. Žuta linija odlučuje o dva najlošija natjecatelja gubitničkog tima. Plavi tim ima prednost –6,0 kg na vaganju, a crveni tim –5,0 kg. Plavi tim s –2,6 % pobjeđuje crveni tim s –2,1 %. Ispod žute linije nalaze se Marija i Antonija, no Marija odustaje te bez glasanja izlazi nakon deset tjedana natjecanja, a ujedno je i sedmi natjecatelj koji je samostalno odustao od natjecanja.
Epizoda 33, 13. studenoga 2024. – Ivica odustaje od natjecanja uoči početka jedanaestog tjedana natjecanja, a ujedno je i osmi natjecatelj koji je samostalno odustao od natjecanja. Igra 11: Igra iskušenja hranom. Kandidati imaju mogućnost odabira brze hrane po izboru, a svakim pojedenim obrokom dobivaju priliku odabira poklon kutije među kojima su samo neke dobitne s kilogramima gubitka na idućem vaganju. Plavim tim je pojeo 11 porcija palačinki i 1 porciju ćevapa, a crveni tim 3 porcije palačinki, 3 mini burgera, 1 krilca i 1 salatu. Plavi tim osvojio je prednost od –1,5 kg, a crveni tim od –1,0 kg. Tomislav, Mateo i Nikolina s Edinom posjećuju adrenalinski park, a Antonija s Mirnom vidikovac.
Epizoda 34, 14. studenoga 2024. – Veliki izazov 11: Test izdržljivosti. Sudjeluju tri od četiri kandidata u svakom timu: jedan na ergometru gdje treba odveslati 4 km, jedan na SkiErg–u te jedan na AirBike–u gdje su ciljevi 400 potrošenih kalorija. Nakon uspješno odrađenog prvog zadatka, kandidati prelaze na drugi dio gdje s loptom medicinkom imaju cilj pogoditi koš. Svaka lopta medicinka koja završi u košu označava prednost na Vaganju 11 od –0,5 kg, do maksimalno –2,0 kg. Plavi tim je pobijedio te osvojio prednost od –2,0 kg na idućem vaganju, a crveni tim osvojio prednost od –1,5 kg. Edukcija s Martinom Linarić o obrocima za cijeli tjedan. Trening. Alina, Davorka, Antonio i Mateo na vježbi košarke s Edinom.
Epizoda 35, 15. studenoga 2024. – Vaganje 11. Zahvaljujući Igri 11, plavi tim na Vaganju 11 ima prednost od –1,5 kg, a crveni tim od –1,0 kg. Zahvaljujući Velikom izazovu 11, plavi tim na Vaganju 11 ima dodatnu prednost od –2,0 kg, a crveni tim dodatnu prednost od –1,5 kg. Ukupno, plavi tim ima prednost –3,5 kg, a crveni tim –2,5 kg. Crveni tim s –3,2 % pobjeđuje plavi tim s –3,1%. Ispod žute linije nalaze se Mateo i Antonio, a glasanjem preostala dva člana pravog tima i izjednačenim glasanjem, prelazi se na pregled dosadašnje uspješnosti u natjecanju. Antonio je izbačen zbog lošijeg rezultata (–18,5 %) od Matea (–23,0 %) te izlazi nakon jedanaest tjedana natjecanja.
Epizoda 36, 20. studenoga 2024. – Trening. Odlazak Esmira s Edinom na pikado. Odlazak Nikoline sa sinom u trgovinu odjećom. Igra 12: Postaje sa zadacima znanja i vježbe. Kroz igru moguće je osvojiti do –2,0 kg na idućem vaganju no kroz igru se prati i vrijeme. Cilj je proći postoje za 2:50 min, no za svakih 30 sekundi kašnjenja, nagrada se umanjuje za –0,5 kg i tako do maksimalnih 4:00 min kad se igra završava. S obzirom na ostvareni rezultat, oba tima ostvarila su nagradu od –1,0 kg na idućem vaganju.
Epizoda 37, 21. studenoga 2024. – Veliki izazov 12: 400 preskoka. U izazovu sudjeluju dva kandidata po timu zbrajajući njihove rezultate, a cilj je ostvariti 400 preskoka odnosno osvojiti nagradu od –2,0 kg na idućem vaganju. Nagrada se dodjeljuje na svakih 100 preskoka po –0,5 kg. Plavi tim napravio je 313 preskoka i osvojio nagradu od –1,5 kg, a crveni tim 188 preskoka te time nagradu od –0,5 kg prednosti na idućem vaganju. Upoznavanje kandidata sa uličnim vježbanjem (street workout) uz trenere Mateja Šveca i Ivana. 
Epizoda 38, 22. studenoga 2024. – Vaganje 12. Žuta linija odlučuje o dva najlošija natjecatelja gubitničkog tima. Plavi tim ima prednost –2,5 kg na vaganju, a crveni tim –1,5 kg. Plavi tim s –3,0 % pobjeđuje crveni tim s –2,9 %. Ispod žute linije nalaze se Tomislav i Antonija, a glasanjem preostala dva člana crvenog tima i izjednačenim glasanjem, prelazi se na pregled dosadašnje uspješnosti u natjecanju.  Antonija je izbačena zbog lošijeg rezultata (–17,8 %) od Tomislava (–23,1 %) te izlazi nakon dvanaestog tjedna natjecanja. 
Epizoda 39, 27. studenoga 2024. – Od trinaestog tjedna timovi više ne postoje, a svaki kandidat borit će se za sebe. Trening. Pregled snimki Nikoline, Aline, Davorke i Matea s početka showa. Uljepšavanje kandidata i susret s obitelji i prijateljima.
Epizoda 40, 28. studenoga 2024. – Veliki izazov 13: Sprintovi u vinogradu. Cilj je pretrčati ciljanu dužinu u što kraćem vremenu u svojoj kategoriji. Nagrada se dodjeljuje jednom muškom i jednom ženskom kandidatu u obliku imuniteta na vaganju 14. Pobjednica ženske kategorije je Alina, a muške Esmir. Trening. Usporedba odjeće i obima struka s početkom natjecanja i danas u 40. epizodi.
| obim struka | obim struka | obim struka | obim struka |
| kandidat    | 1. epizoda  | 40. epizoda | razlika     |
| ----------- | ----------- | ----------- | ----------- |
| Esmir       | 141 cm      | 115 cm      | –26 cm      |
| Davorka     | 146 cm      | 122 cm      | –24 cm      |
| Nikolina    | 154 cm      | 132 cm      | –22 cm      |
| Mateo       | 160 cm      | 138 cm      | –22 cm      |
| Tomislav    | 139 cm      | 119 cm      | –20 cm      |
| Alina       | 140 cm      | 121 cm      | –19 cm      |

Epizoda 41, 29. studenoga 2024. – Vaganje 13. Žuta linija odlučuje o tri od četiri najlošija natjecatelja. Alina i Esmir imaju imunitet zbog pobjede u Velikom izazovu 13. Ispod žute linije nalaze se Nikolina, Mateo i Tomislav. Kandidati su glasanjem odlučili da Tomislav napušta natjecanje. Tomislav je izbačen te izlazi nakon trinaestog tjedna natjecanja.
Finalni tjedan
Epizoda 42, 4. prosinca 2024. – U epizodi su gostovali bivši natjecatelji emisije Život na vagi: Dajana Milevoj (7. sezona), Štefica Sever (6. sezona), Dragica Ceković (6. sezona) i Ivan Krolo (1. sezona). Oni su zajedno s aktualnim kandidatima odradili motivacijski trening. Igra 13: Kolo sreće. Natjecatelji su sudjelovali u igri "Kolo sreće", gdje su mogli osvojiti različite nagrade, uključujući broj kilograma hrane koje moraju pojesti, sponzorski poklon ili sobni bicikl. Svi kandidati su odlučili sudjelovati, a nagrade su osvojili Davorka (sobni bicikl) te Mateo (sponzorski paket). Veliki izazov 14: Nosi svoje kilograme. Cilj je prijeći zadanu udaljenost, pri čemu su kandidati morali ostaviti utege koji simboliziraju kilograme izgubljene tijekom 13 tjedana na 13 označenih točaka uspona prateći vlastite rezultate mršavljenja. Nagrada se dodjeljuje najbržem u obliku zlatne ulaznice odnosno plasmana u finalnu epizodu. Pobjednik Velikog izazova 14 je Esmir koji postaje prvi finalist osme sezone natjecanja.
Epizoda 43, 5. prosinca 2024. – Oproštaj od Martine, Sanje i Mare. Završni trening. Vaganje 14: Crvena linija odlučuje o natjecatelju koji ispada, a promatraju se ukupni izgubljeni kilogrami tijekom natjecanja, a ne izgubljeni kilogrami na posljednjem vaganju. Esmir ima imunitet iz Velikog izazova 14. Nikolina je izbačena te izlazi nakon četrnaest tjedana natjecanja.
Epizoda 44, 6. prosinca 2024. – Finale – Završno vaganje. Nakon stotinu dana od izlaska iz natjecanja, kandidati su ponovno došli na vaganje te se bore za glavnu nagradu od 20 tisuća eura, a svi nefinalisti za utješnu nagradu od 7 tisuća eura. Ivica i Antonija uoči vaganja, pozvani su biti kandidati naredne devete sezone Život na vagi. Esmir je zbog događaja koji su se dogodili između kraja natjecanja i finalne epizode diskvalificiran i nije sudjelovao u finalnoj epizodi. Glavni pobjednik sezone je Alina Pantseyev s 49,3 % izgubljene tjelesne mase, a pobjednik iz konkurencije nefinalista je Nikolina Radušić s 37,9 % izgubljene tjelesne mase. 

## Kilogrami i eliminacija
| Ime      | Prvo vaganje | Prva polovica natjecanja | Prva polovica natjecanja | Prva polovica natjecanja | Prva polovica natjecanja | Prva polovica natjecanja | Prva polovica natjecanja | Prva polovica natjecanja | Pregled      | Pregled      | Druga polovica natjecanja | Druga polovica natjecanja | Druga polovica natjecanja | Druga polovica natjecanja | Druga polovica natjecanja | Druga polovica natjecanja | Druga polovica natjecanja | Tijekom emitiranja | Tijekom emitiranja | Finalno vaganje | Finalno vaganje | Finalno vaganje |
| Ime      | Prvo vaganje | Tjedan                   | Tjedan                   | Tjedan                   | Tjedan                   | Tjedan                   | Tjedan                   | Tjedan                   | Pregled      | Pregled      | Tjedan                    | Tjedan                    | Tjedan                    | Tjedan                    | Tjedan                    | Tjedan                    | Tjedan                    | Tijekom emitiranja | Tijekom emitiranja | Finalno vaganje | Finalno vaganje | Finalno vaganje |
| Ime      | Prvo vaganje | 1                        | 2                        | 3                        | 4                        | 5                        | 6                        | 7                        | –kg          | %            | 8                         | 9                         | 10                        | 11                        | 12                        | 13                        | 14                        | –kg                | %                  | kg              | –kg             | %               |
| -------- | ------------ | ------------------------ | ------------------------ | ------------------------ | ------------------------ | ------------------------ | ------------------------ | ------------------------ | ------------ | ------------ | ------------------------- | ------------------------- | ------------------------- | ------------------------- | ------------------------- | ------------------------- | ------------------------- | ------------------ | ------------------ | --------------- | --------------- | --------------- |
| Alina    | 145,3        | 138,0                    | 134,2                    | 131,4                    | 127,8                    | 124,6                    | 121,7                    | 118,1                    | –27,2        | –18,7 %      | 114,5                     | 112,1                     | 110,4                     | 106,0                     | 102,6                     | 101,4                     | 100,8                     | –44,5              | –30,6 %            | 73,6            | –71,7           | –49,3 %         |
| Mateo    | 198,6        | 189,6                    | 184,9                    | 182,0                    | 180,1                    | 175,3                    | 171,3                    | 169,7                    | eliminiran/a | eliminiran/a | 162,7*                    | 159,1                     | 156,0                     | 152,9                     | 148,7                     | 146,6                     | 144,4                     | –54,2              | –27,3 %            | 110,0           | –88,6           | –44,6 %         |
| Davorka  | 137,7        | 133,6                    | 130,8                    | 128,5                    | 125,7                    | 123,4                    | 121,3                    | 119,4                    | –18,3        | –13,3 %      | 115,8                     | 114,6                     | 110,2                     | 107,1                     | 105,6                     | 103,4                     | 101,7                     | –36,0              | –26,1 %            | 80,2            | –57,5           | –41,8 %         |
| Esmir    | 156,3        | 151,3                    | 146,6                    | 141,7                    | 140,0                    | 135,1                    | 133,4                    | 131,6                    | –24,7        | –15,8 %      | 126,4                     | 124,6                     | 123,1                     | 119,5                     | 116,3                     | 115,6                     | 113,2                     | –43,1              | –27,6 %            | diskvalificiran | diskvalificiran | diskvalificiran |
| Nikolina | 162,4        | 156,1                    | 153,3                    | 150,2                    | 148,1                    | 145,2                    | 142,0                    | 139,6                    | –22,8        | –14,0 %      | 135,5                     | 134,6                     | 131,6                     | 127,6                     | 123,5                     | 121,5                     | 120,3                     | –42,1              | –25,9 %            | 100,8           | –61,6           | –37,9 %         |
| Tomislav | 164,5        | 158,6                    | 154,2                    | 151,7                    | 148,1                    | 145,4                    | eliminiran/a             | eliminiran/a             | eliminiran/a | eliminiran/a | 141,0*                    | 136,3                     | 132,9                     | 130,0                     | 126,5                     | 125,3                     | eliminiran                | –39,2              | –23,8 %            | 123,3           | –41,2           | –25,0 %         |
| Antonija | 214,2        | 208,4                    | 204,4                    | 199,5                    | 197,5                    | 193,2                    | 191,2                    | 191,6                    | –22,6        | –10,6 %      | 185,9                     | 183,9                     | 183,1                     | 179,3                     | 176,1                     | eliminiran/a              | eliminiran/a              | –38,1              | –17,8 %            | 167,5           | –46,7           | –21,8 %         |
| Antonio  | 151,1        | 146,3                    | 143,6                    | 141,2                    | 139,1                    | 136,2                    | 134,7                    | 133,8                    | –17,3        | –11,4 %      | 129,1                     | 127,1                     | 125,6                     | 123,1                     | eliminiran/a              | eliminiran/a              | eliminiran/a              | –28,0              | –18,5 %            | 100,3           | –50,8           | –33,6 %         |
| Ivica    | 244,3        | 236,5                    | 231,6                    | 227,8                    | 224,5                    | 220,4                    | 218,0                    | 217,2                    | –27,1        | –11,1 %      | 210,2                     | 207,6                     | 205,1                     | odustao/la                | odustao/la                | odustao/la                | odustao/la                | –39,2              | –16,0 %            | 189,8           | –54,5           | –22,3 %         |
| Marija   | 163,1        | 157,1                    | 153,1                    | 150,6                    | 148,0                    | 145,2                    | 144,3                    | 142,0                    | –21,1        | –12,9 %      | 136,8                     | 134,9                     | 134,3                     | odustao/la                | odustao/la                | odustao/la                | odustao/la                | –28,8              | –17,7 %            | 104,8           | –58,3           | –35,7 %         |
| Nina     | 131,5        | 126,6                    | 124,6                    | 122,3                    | 120,7                    | 117,8                    | 115,7                    | 115,5                    | –16,0        | –12,2 %      | odustao/la                | odustao/la                | odustao/la                | odustao/la                | odustao/la                | odustao/la                | odustao/la                | –16,0              | –12,2 %            | 89,4            | –42,1           | –32,0 %         |
| Larisa   | 112,7        | 107,2                    | 103,8                    | 101,4                    | 99,3                     | 98,3                     | 96,2                     | odustao/la               | odustao/la   | odustao/la   | odustao/la                | odustao/la                | odustao/la                | odustao/la                | odustao/la                | odustao/la                | odustao/la                | –16,5              | –14,6 %            | 86,7            | –26,0           | –23,1 %         |
| Maja     | 109,4        | 104,2                    | 103,2                    | 101,3                    | 100,5                    | odustao/la               | odustao/la               | odustao/la               | odustao/la   | odustao/la   | odustao/la                | odustao/la                | odustao/la                | odustao/la                | odustao/la                | odustao/la                | odustao/la                | –8,9               | –8,1 %             | 78,7            | –30,7           | –28,1 %         |
| Igor     | 155,4        | 147,5                    | 142,4                    | 139,2                    | odustao/la               | odustao/la               | odustao/la               | odustao/la               | odustao/la   | odustao/la   | odustao/la                | odustao/la                | odustao/la                | odustao/la                | odustao/la                | odustao/la                | odustao/la                | –16,2              | –10,4 %            | 111,7           | –43,7           | –28,1 %         |
| Samanta  | 148,4        | 137,4                    | 133,4                    | odustao/la               | odustao/la               | odustao/la               | odustao/la               | odustao/la               | odustao/la   | odustao/la   | odustao/la                | odustao/la                | odustao/la                | odustao/la                | odustao/la                | odustao/la                | odustao/la                | –15,0              | –10,1 %            | 109,2           | –39,2           | –26,4 %         |
| Roman    | 152,3        | 147,1                    | odustao/la               | odustao/la               | odustao/la               | odustao/la               | odustao/la               | odustao/la               | odustao/la   | odustao/la   | odustao/la                | odustao/la                | odustao/la                | odustao/la                | odustao/la                | odustao/la                | odustao/la                | –5,2               | –3,4 %             | 132,9           | –19,4           | –12,7 %         |

↑1  Tjedan 8 (epizoda 25) – Kilogrami označeni sa zvjezdicom rezultat su treninga izvan natjecanja pri povratku među kandidate.

## Tjedni gubitci kilograma
| Ime      | Prva polovica natjecanja | Prva polovica natjecanja | Prva polovica natjecanja | Prva polovica natjecanja | Prva polovica natjecanja | Prva polovica natjecanja | Prva polovica natjecanja | Pregled      | Druga polovica natjecanja | Druga polovica natjecanja | Druga polovica natjecanja | Druga polovica natjecanja | Druga polovica natjecanja | Druga polovica natjecanja | Druga polovica natjecanja | Tijekom emitiranja | Finalno vaganje |
| Ime      | Tjedan                   | Tjedan                   | Tjedan                   | Tjedan                   | Tjedan                   | Tjedan                   | Tjedan                   | Pregled      | Tjedan                    | Tjedan                    | Tjedan                    | Tjedan                    | Tjedan                    | Tjedan                    | Tjedan                    | Tijekom emitiranja | Finalno vaganje |
| Ime      | 1                        | 2                        | 3                        | 4                        | 5                        | 6                        | 7                        | –kg          | 8                         | 9                         | 10                        | 11                        | 12                        | 13                        | 14                        | Tijekom emitiranja | Finalno vaganje |
| -------- | ------------------------ | ------------------------ | ------------------------ | ------------------------ | ------------------------ | ------------------------ | ------------------------ | ------------ | ------------------------- | ------------------------- | ------------------------- | ------------------------- | ------------------------- | ------------------------- | ------------------------- | ------------------ | --------------- |
| Alina    | –7,3                     | –3,8                     | –2,8                     | –3,6                     | –3,2                     | –2,9                     | –3,6                     | –27,2        | –3,6                      | –2,4                      | –1,7                      | –4,4                      | –3,4                      | –1,2                      | –0,6                      | –44,5              | –71,7           |
| Mateo    | –9,0                     | –4,7                     | –2,9                     | –1,9                     | –4,8                     | –4,0                     | –1,6                     | eliminiran/a | –7,0*                     | –3,6                      | –3,1                      | –3,1                      | –4,2                      | –2,1                      | –2,2                      | –54,2              | –88,6           |
| Davorka  | –4,1                     | –2,8                     | –2,3                     | –2,8                     | –2,3                     | –2,1                     | –1,9                     | –18,3        | –3,6                      | –1,2                      | –4,4                      | –3,1                      | –1,5                      | –2,2                      | –1,7                      | –36,0              | –57,5           |
| Esmir    | –5,0                     | –4,7                     | –4,9                     | –1,7                     | –4,9                     | –1,7                     | –1,8                     | –24,7        | –5,2                      | –1,8                      | –1,5                      | –3,6                      | –3,2                      | –0,7                      | –2,4                      | –43,1              | diskvalificiran |
| Nikolina | –6,3                     | –2,8                     | –3,1                     | –2,1                     | –2,9                     | –3,2                     | –2,4                     | –22,8        | –4,1                      | –0,9                      | –3,0                      | –4,0                      | –4,1                      | –2,0                      | –1,2                      | –42,1              | –61,6           |
| Tomislav | –5,9                     | –4,4                     | –2,5                     | –3,6                     | –2,7                     | eliminiran/a             | eliminiran/a             | eliminiran/a | –4,4*                     | –4,7                      | –3,4                      | –2,9                      | –3,5                      | –1,2                      | eliminiran/a              | –39,2              | –41,2           |
| Antonija | –5,8                     | –4,0                     | –4,9                     | –2,0                     | –4,3                     | –2,0                     | +0,4                     | –22,6        | –5,7                      | –2,0                      | –0,8                      | –3,8                      | –3,2                      | eliminiran/a              | eliminiran/a              | –38,1              | –46,7           |
| Antonio  | –4,8                     | –2,7                     | –2,4                     | –2,1                     | –2,9                     | –1,5                     | –0,9                     | –17,3        | –4,7                      | –2,0                      | –1,5                      | –2,5                      | eliminiran/a              | eliminiran/a              | eliminiran/a              | –28,0              | –50,8           |
| Ivica    | –7,8                     | –4,9                     | –3,8                     | –3,3                     | –4,1                     | –2,4                     | –0,8                     | –27,1        | –7,0                      | –2,6                      | –2,5                      | odustao/la                | odustao/la                | odustao/la                | odustao/la                | –39,2              | –54,5           |
| Marija   | –6,0                     | –4,0                     | –2,5                     | –2,6                     | –2,8                     | –0,9                     | –2,3                     | –21,1        | –5,2                      | –1,9                      | –0,6                      | odustao/la                | odustao/la                | odustao/la                | odustao/la                | –28,8              | –58,3           |
| Nina     | –4,9                     | –2,0                     | –2,3                     | –1,6                     | –2,9                     | –2,1                     | –0,2                     | –16,0        | odustao/la                | odustao/la                | odustao/la                | odustao/la                | odustao/la                | odustao/la                | odustao/la                | –16,0              | –42,1           |
| Larisa   | –5,5                     | –3,4                     | –2,4                     | –2,1                     | –1,0                     | –2,1                     | odustao/la               | odustao/la   | odustao/la                | odustao/la                | odustao/la                | odustao/la                | odustao/la                | odustao/la                | odustao/la                | –16,5              | –26,0           |
| Maja     | –5,2                     | –1,0                     | –1,9                     | –0,8                     | odustao/la               | odustao/la               | odustao/la               | odustao/la   | odustao/la                | odustao/la                | odustao/la                | odustao/la                | odustao/la                | odustao/la                | odustao/la                | –8,9               | –30,7           |
| Igor     | –7,9                     | –5,1                     | –3,2                     | odustao/la               | odustao/la               | odustao/la               | odustao/la               | odustao/la   | odustao/la                | odustao/la                | odustao/la                | odustao/la                | odustao/la                | odustao/la                | odustao/la                | –16,2              | –43,7           |
| Samanta  | –11,0                    | –4,0                     | odustao/la               | odustao/la               | odustao/la               | odustao/la               | odustao/la               | odustao/la   | odustao/la                | odustao/la                | odustao/la                | odustao/la                | odustao/la                | odustao/la                | odustao/la                | –15,0              | –39,2           |
| Roman    | –5,2                     | odustao/la               | odustao/la               | odustao/la               | odustao/la               | odustao/la               | odustao/la               | odustao/la   | odustao/la                | odustao/la                | odustao/la                | odustao/la                | odustao/la                | odustao/la                | odustao/la                | –5,2               | –19,4           |

↑1  Tjedan 8 (epizoda 25) – Kilogrami označeni sa zvjezdicom rezultat su treninga izvan natjecanja pri povratku među kandidate.

## Gubitak kilograma u postotcima u odnosu na prethodno vaganje
| Ime      | Prva polovica natjecanja | Prva polovica natjecanja | Prva polovica natjecanja | Prva polovica natjecanja | Prva polovica natjecanja | Prva polovica natjecanja | Prva polovica natjecanja | Pregled      | Druga polovica natjecanja | Druga polovica natjecanja | Druga polovica natjecanja | Druga polovica natjecanja | Druga polovica natjecanja | Druga polovica natjecanja | Druga polovica natjecanja | Tijekom emitiranja | Finalno vaganje |
| Ime      | Tjedan                   | Tjedan                   | Tjedan                   | Tjedan                   | Tjedan                   | Tjedan                   | Tjedan                   | Pregled      | Tjedan                    | Tjedan                    | Tjedan                    | Tjedan                    | Tjedan                    | Tjedan                    | Tjedan                    | Tijekom emitiranja | Finalno vaganje |
| Ime      | 1                        | 2                        | 3                        | 4                        | 5                        | 6                        | 7                        | %            | 8                         | 9                         | 10                        | 11                        | 12                        | 13                        | 14                        | Tijekom emitiranja | Finalno vaganje |
| -------- | ------------------------ | ------------------------ | ------------------------ | ------------------------ | ------------------------ | ------------------------ | ------------------------ | ------------ | ------------------------- | ------------------------- | ------------------------- | ------------------------- | ------------------------- | ------------------------- | ------------------------- | ------------------ | --------------- |
| Alina    | –5,0 %                   | –2,8 %                   | –2,1 %                   | –2,7 %                   | –2,5 %                   | –2,3 %                   | –3,0 %                   | –18,7%       | –3,0 %                    | –2,1 %                    | –1,5 %                    | –4,0 %                    | –3,2 %                    | –1,2 %                    | –0,6 %                    | –30,6 %            | –49,3 %         |
| Mateo    | –4,5 %                   | –2,5 %                   | –1,6 %                   | –1,0 %                   | –2,7 %                   | –2,3 %                   | –0,9 %                   | eliminiran/a | –4,1 %*                   | –2,2 %                    | –1,9 %                    | –2,0 %                    | –2,7 %                    | –1,4 %                    | –1,5 %                    | –27,3 %            | –44,6 %         |
| Davorka  | –3,0 %                   | –2,1 %                   | –1,8 %                   | –2,2 %                   | –1,8 %                   | –1,7 %                   | –1,6 %                   | –13,3%       | –3,0 %                    | –1,0 %                    | –3,8 %                    | –2,8 %                    | –1,4 %                    | –2,1 %                    | –1,6 %                    | –26,1 %            | –41,8 %         |
| Esmir    | –3,2 %                   | –3,1 %                   | –3,3 %                   | –1,2 %                   | –3,5 %                   | –1,3 %                   | –1,3 %                   | –15,8%       | –4,0 %                    | –1,4 %                    | –1,2 %                    | –2,9 %                    | –2,7 %                    | –0,6 %                    | –2,1 %                    | –27,6 %            | diskvalificiran |
| Nikolina | –3,9 %                   | –1,8 %                   | –2,0 %                   | –1,4 %                   | –2,0 %                   | –2,2 %                   | –1,7 %                   | –14,0%       | –2,9 %                    | –0,7 %                    | –2,2 %                    | –3,0 %                    | –3,2 %                    | –1,6 %                    | –1,0 %                    | –25,9 %            | –37,9 %         |
| Tomislav | –3,6 %                   | –2,8 %                   | –1,6 %                   | –2,4 %                   | –1,8 %                   | eliminiran/a             | eliminiran/a             | eliminiran/a | –3,0 %*                   | –3,3 %                    | –2,5 %                    | –2,2 %                    | –2,7 %                    | –0,9 %                    | eliminiran/a              | –23,8 %            | –25,0 %         |
| Antonija | –3,7 %                   | –1,9 %                   | –2,4 %                   | –1,0 %                   | –2,2 %                   | –1,0 %                   | +0,2 %                   | –10,6%       | –3,0 %                    | –1,1 %                    | –0,4 %                    | –2,1 %                    | –1,8 %                    | eliminiran/a              | eliminiran/a              | –17,8 %            | –21,8 %         |
| Antonio  | –3,2 %                   | –1,8 %                   | –1,7 %                   | –1,5 %                   | –2,1 %                   | –1,1 %                   | –0,7 %                   | –11,4%       | –3,5 %                    | –1,5 %                    | –1,2 %                    | –2,0 %                    | eliminiran/a              | eliminiran/a              | eliminiran/a              | –18,5 %            | –33,6 %         |
| Ivica    | –2,7 %                   | –2,1 %                   | –1,6 %                   | –1,4 %                   | –1,8 %                   | –1,1 %                   | –0,4 %                   | –11,1%       | –3,2 %                    | –1,2 %                    | –1,2 %                    | odustao/la                | odustao/la                | odustao/la                | odustao/la                | –16,0 %            | –22,3 %         |
| Marija   | –3,4 %                   | –2,5 %                   | –1,6 %                   | –1,7 %                   | –1,9 %                   | –0,6 %                   | –1,6 %                   | –12,9%       | –3,7 %                    | –1,4 %                    | –0,4 %                    | odustao/la                | odustao/la                | odustao/la                | odustao/la                | –17,7 %            | –35,7 %         |
| Nina     | –3,7 %                   | –1,6 %                   | –1,8 %                   | –1,3 %                   | –2,4 %                   | –1,8 %                   | –0,2 %                   | –12,2%       | odustao/la                | odustao/la                | odustao/la                | odustao/la                | odustao/la                | odustao/la                | odustao/la                | –12,2 %            | –32,0 %         |
| Larisa   | –4,9 %                   | –3,2 %                   | –2,3 %                   | –2,1 %                   | –1,0 %                   | –2,1 %                   | odustao/la               | odustao/la   | odustao/la                | odustao/la                | odustao/la                | odustao/la                | odustao/la                | odustao/la                | odustao/la                | –14,6 %            | –23,1 %         |
| Maja     | –4,8 %                   | –1,0 %                   | –1,8 %                   | –0,8 %                   | odustao/la               | odustao/la               | odustao/la               | odustao/la   | odustao/la                | odustao/la                | odustao/la                | odustao/la                | odustao/la                | odustao/la                | odustao/la                | –8,1 %             | –28,1 %         |
| Igor     | –5,1 %                   | –3,5 %                   | –2,2 %                   | odustao/la               | odustao/la               | odustao/la               | odustao/la               | odustao/la   | odustao/la                | odustao/la                | odustao/la                | odustao/la                | odustao/la                | odustao/la                | odustao/la                | –10,4 %            | –28,1 %         |
| Samanta  | –7,4 %                   | –2,9 %                   | odustao/la               | odustao/la               | odustao/la               | odustao/la               | odustao/la               | odustao/la   | odustao/la                | odustao/la                | odustao/la                | odustao/la                | odustao/la                | odustao/la                | odustao/la                | –10,1 %            | –26,4 %         |
| Roman    | –3,2 %                   | odustao/la               | odustao/la               | odustao/la               | odustao/la               | odustao/la               | odustao/la               | odustao/la   | odustao/la                | odustao/la                | odustao/la                | odustao/la                | odustao/la                | odustao/la                | odustao/la                | –3,4 %             | –12,7 %         |

↑1  Tjedan 8 (epizoda 25) – Kilogrami označeni sa zvjezdicom rezultat su treninga izvan natjecanja pri povratku među kandidate.

## Borba timova (od 9. tjedna do 12. tjedna)
| Tim    | Tim      | Tjedan    | Tjedan   | Tjedan   | Tjedan | Tjedan   | Tjedan   | Tjedan | Tjedan   | Tjedan   | Tjedan | Tjedan   | Tjedan   | Tjedan |
| Tim    | Tim      | 8.        | 9        | 9        | 9      | 10       | 10       | 10     | 11       | 11       | 11     | 12       | 12       | 12     |
| Tim    | Tim      | Kg        | Kg       | –kg      | %      | Kg       | –kg      | %      | Kg       | –kg      | %      | Kg       | –kg      | %      |
| ------ | -------- | --------- | -------- | -------- | ------ | -------- | -------- | ------ | -------- | -------- | ------ | -------- | -------- | ------ |
| plavi  | Esmir    | 744,2 kg* | 733,0 kg | –11,2 kg | –1,5 % | 720,0 kg | –13,0 kg | –1,8 % | 502,6 kg | –12,3 kg | –2,4 % | 370,6 kg | –8,9 kg  | –2,3 % |
| plavi  | Mateo    | 744,2 kg* | 733,0 kg | –11,2 kg | –1,5 % | 720,0 kg | –13,0 kg | –1,8 % | 502,6 kg | –12,3 kg | –2,4 % | 370,6 kg | –8,9 kg  | –2,3 % |
| plavi  | Antonio  | 744,2 kg* | 733,0 kg | –11,2 kg | –1,5 % | 720,0 kg | –13,0 kg | –1,8 % | 502,6 kg | –12,3 kg | –2,4 % | 370,6 kg | –8,9 kg  | –2,3 % |
| plavi  | Davorka  | 744,2 kg* | 733,0 kg | –11,2 kg | –1,5 % | 720,0 kg | –13,0 kg | –1,8 % | 502,6 kg | –12,3 kg | –2,4 % | 370,6 kg | –8,9 kg  | –2,3 % |
| plavi  | Ivica    | 744,2 kg* | 733,0 kg | –11,2 kg | –1,5 % | 720,0 kg | –13,0 kg | –1,8 % | 502,6 kg | –12,3 kg | –2,4 % | 370,6 kg | –8,9 kg  | –2,3 % |
| crveni | Alina    | 713,7 kg* | 701,8 kg | –11,9 kg | –1,7 % | 692,3 kg | –9,5 kg  | –1,4 % | 542,9 kg | –15,1 kg | –2,7 % | 528,7 kg | –14,2 kg | –2,6 % |
| crveni | Marija   | 713,7 kg* | 701,8 kg | –11,9 kg | –1,7 % | 692,3 kg | –9,5 kg  | –1,4 % | 542,9 kg | –15,1 kg | –2,7 % | 528,7 kg | –14,2 kg | –2,6 % |
| crveni | Nikolina | 713,7 kg* | 701,8 kg | –11,9 kg | –1,7 % | 692,3 kg | –9,5 kg  | –1,4 % | 542,9 kg | –15,1 kg | –2,7 % | 528,7 kg | –14,2 kg | –2,6 % |
| crveni | Tomislav | 713,7 kg* | 701,8 kg | –11,9 kg | –1,7 % | 692,3 kg | –9,5 kg  | –1,4 % | 542,9 kg | –15,1 kg | –2,7 % | 528,7 kg | –14,2 kg | –2,6 % |
| crveni | Antonija | 713,7 kg* | 701,8 kg | –11,9 kg | –1,7 % | 692,3 kg | –9,5 kg  | –1,4 % | 542,9 kg | –15,1 kg | –2,7 % | 528,7 kg | –14,2 kg | –2,6 % |

↑1 Tjedan 8 – Kilogrami označeni sa zvjezdicom rezultat su zbroja kilograma kandidata dok nisu bili tim te se uspoređuju s rezultatom 9. tjedna.
↑2 Tjedan 10 (Epizoda 32) – Plavi tim ima prednost –6,0 kg na vaganju zbog pobjede u Velikom izazovu 10 te konačni rezultat iznosi –2,6%. Crveni tim ima prednost na vaganju –4,0 kg zbog drugog mjesta u Velikom izazovu 10 i pobjedi u Igri 10 te konačni rezultat iznosi te konačni rezultat iznosi –2,1 %
↑3 Tjedan 11 (Epizoda 35) – Plavi tim ima prednost na vaganju –3,5 kg zbog pobjede u Velikom izazovu 11 i sudjelovanju u Igri 11 te konačni rezultat iznosi –3,1%. Crveni tim ima prednost na vaganju –2,5 kg zbog sudjelovanja u Velikom izazovu 11 i sudjelovanju u Igri 11 te konačni rezultat iznosi –3,2 %.
↑4 Tjedan 12 (Epizoda 38) – Plavi tim ima prednost na vaganju –2,5 kg zbog sudjelovanja u Velikom izazovu 1 i sudjelovanju u Igri 12 te konačni rezultat iznosi –3,0%. Crveni tim ima prednost na vaganju –1,5 kg zbog sudjelovanja u Velikom izazovu 12 i sudjelovanju u Igri 12 te konačni rezultat iznosi –2,9 %.

## Borba parova (od 1. do 8. tjedna)

### Kilogrami i eliminacija po parovima
| Ime      | Boja para      | Prvo vaganje       | Tjedan             | Tjedan             | Tjedan                             | Tjedan                             | Tjedan                             | Tjedan                             | Tjedan                             | Tjedan                             |
| Ime      | Boja para      | Prvo vaganje       | 1                  | 2                  | 3                                  | 4                                  | 5                                  | 6                                  | 7                                  | 8                                  |
| -------- | -------------- | ------------------ | ------------------ | ------------------ | ---------------------------------- | ---------------------------------- | ---------------------------------- | ---------------------------------- | ---------------------------------- | ---------------------------------- |
| Samanta  | svjetlo crvena | 286,1 kg           | 271,0 kg           | 264,2 kg           | odustao/la                         | odustao/la                         | odustao/la                         | odustao/la                         | odustao/la                         | odustao/la                         |
| Davorka  | svjetlo crvena | 286,1 kg           | 271,0 kg           | 264,2 kg           | promjena para u novokreirani par 1 | promjena para u novokreirani par 1 | promjena para u novokreirani par 1 | promjena para u novokreirani par 1 | promjena para u novokreirani par 1 | promjena para u novokreirani par 1 |
| Roman    | ljubičasta     | 350,9 kg           | 336,7 kg           | odustao/la         | odustao/la                         | odustao/la                         | odustao/la                         | odustao/la                         | odustao/la                         | odustao/la                         |
| Mateo    | ljubičasta     | 350,9 kg           | 336,7 kg           | 184,9 kg           | promjena para u novokreirani par 1 | promjena para u novokreirani par 1 | promjena para u novokreirani par 1 | promjena para u novokreirani par 1 | promjena para u novokreirani par 1 | promjena para u novokreirani par 1 |
| Nina     | žuta           | 286,9 kg           | 274,1 kg           | 267,0 kg           | 261,5 kg                           | 120,7 kg                           | promjena para u novokreirani par 2 | promjena para u novokreirani par 2 | promjena para u novokreirani par 2 | promjena para u novokreirani par 2 |
| Igor     | žuta           | 286,9 kg           | 274,1 kg           | 267,0 kg           | 261,5 kg                           | odustao/la                         | odustao/la                         | odustao/la                         | odustao/la                         | odustao/la                         |
| Alina    | zelena         | 308,4 kg           | 295,1 kg           | 287,3 kg           | 282,0 kg                           | 275,8 kg                           | 269,8 kg                           | 266,0 kg                           | 260,1 kg                           | 251,3 kg                           |
| Marija   | zelena         | 308,4 kg           | 295,1 kg           | 287,3 kg           | 282,0 kg                           | 275,8 kg                           | 269,8 kg                           | 266,0 kg                           | 260,1 kg                           | 251,3 kg                           |
| Tomislav | crna           | 277,2 kg           | 265,8 kg           | 258,0 kg           | 253,1 kg                           | 247,4 kg                           | 243,7 kg                           | eliminiran/a                       | eliminiran/a                       | eliminiran/a                       |
| Larisa   | crna           | 277,2 kg           | 265,8 kg           | 258,0 kg           | 253,1 kg                           | 247,4 kg                           | 243,7 kg                           | 96,2 kg                            | odustao/la                         | odustao/la                         |
| Maja     | bež            | 271,8 kg           | 260,3 kg           | 256,5 kg           | 251,5 kg                           | 248,6 kg                           | odustao/la                         | odustao/la                         | odustao/la                         | odustao/la                         |
| Nikolina | bež            | 271,8 kg           | 260,3 kg           | 256,5 kg           | 251,5 kg                           | 248,6 kg                           | promjena para u novokreirani par 2 | promjena para u novokreirani par 2 | promjena para u novokreirani par 2 | promjena para u novokreirani par 2 |
| Esmir    | tamno crvena   | 307,4 kg           | 297,6 kg           | 290,2 kg           | 282,9 kg                           | 279,1 kg                           | 271,3 kg                           | 268,1 kg                           | 265,4 kg                           | 255,5 kg                           |
| Antonio  | tamno crvena   | 307,4 kg           | 297,6 kg           | 290,2 kg           | 282,9 kg                           | 279,1 kg                           | 271,3 kg                           | 268,1 kg                           | 265,4 kg                           | 255,5 kg                           |
| Antonija | plava          | 458,5 kg           | 444,9 kg           | 436,0 kg           | 427,3 kg                           | 422,0 kg                           | 413,6 kg                           | 409,2 kg                           | 408,8 kg                           | 396,1 kg                           |
| Ivica    | plava          | 458,5 kg           | 444,9 kg           | 436,0 kg           | 427,3 kg                           | 422,0 kg                           | 413,6 kg                           | 409,2 kg                           | 408,8 kg                           | 396,1 kg                           |
| Davorka  | ljubičasta 2   | novokreirani par 1 | novokreirani par 1 | 315,7 kg *         | 310,5 kg                           | 305,8 kg                           | 298,7 kg                           | 292,6 kg                           | 289,1 kg                           | 115,8 kg                           |
| Mateo    | ljubičasta 2   | novokreirani par 1 | novokreirani par 1 | 315,7 kg *         | 310,5 kg                           | 305,8 kg                           | 298,7 kg                           | 292,6 kg                           | 289,1 kg                           | eliminiran/a                       |
| Nikolina | bež 2          | novokreirani par 2 | novokreirani par 2 | novokreirani par 2 | novokreirani par 2                 | 268,8 kg *                         | 263,0 kg                           | 257,7 kg                           | 255,1 kg                           | 135,5 kg                           |
| Nina     | bež 2          | novokreirani par 2 | novokreirani par 2 | novokreirani par 2 | novokreirani par 2                 | 268,8 kg *                         | 263,0 kg                           | 257,7 kg                           | 255,1 kg                           | 135,5 kg                           |

↑1  Kilogrami označeni sa zvjezdicom rezultat su zbroja na prethodnom vaganju pojedinačnih kandidata s ciljem usporedbe gubitka tjelesne mase s ostalim parovima.

### Gubitak kilograma u parovima u postotcima u odnosu na prethodno vaganje
| Ime      | Boja para      | Tjedan             | Tjedan             | Tjedan                             | Tjedan                             | Tjedan                             | Tjedan                             | Tjedan                             | Tjedan                             |
| Ime      | Boja para      | 1                  | 2                  | 3                                  | 4                                  | 5                                  | 6                                  | 7                                  | 8                                  |
| -------- | -------------- | ------------------ | ------------------ | ---------------------------------- | ---------------------------------- | ---------------------------------- | ---------------------------------- | ---------------------------------- | ---------------------------------- |
| Samanta  | svjetlo crvena | –5,3 %             | –2,5 %             | odustao/la                         | odustao/la                         | odustao/la                         | odustao/la                         | odustao/la                         | odustao/la                         |
| Davorka  | svjetlo crvena | –5,3 %             | –2,5 %             | promjena para u novokreirani par 1 | promjena para u novokreirani par 1 | promjena para u novokreirani par 1 | promjena para u novokreirani par 1 | promjena para u novokreirani par 1 | promjena para u novokreirani par 1 |
| Roman    | ljubičasta     | –4,0 %             | odustao/la         | odustao/la                         | odustao/la                         | odustao/la                         | odustao/la                         | odustao/la                         | odustao/la                         |
| Mateo    | ljubičasta     | –4,0 %             | –2,5 %             | promjena para u novokreirani par 1 | promjena para u novokreirani par 1 | promjena para u novokreirani par 1 | promjena para u novokreirani par 1 | promjena para u novokreirani par 1 | promjena para u novokreirani par 1 |
| Nina     | žuta           | –4,5 %             | –2,6 %             | –2,1 %                             | –1,3 %                             | promjena para u novokreirani par 2 | promjena para u novokreirani par 2 | promjena para u novokreirani par 2 | promjena para u novokreirani par 2 |
| Igor     | žuta           | –4,5 %             | –2,6 %             | –2,1 %                             | eliminiran/a                       | eliminiran/a                       | eliminiran/a                       | eliminiran/a                       | eliminiran/a                       |
| Alina    | zelena         | –4,3 %             | –2,6 %             | –1,8 %                             | –2,2 %                             | –2,2 %                             | –1,4 %                             | –2,2 % *                           | –3,4%                              |
| Marija   | zelena         | –4,3 %             | –2,6 %             | –1,8 %                             | –2,2 %                             | –2,2 %                             | –1,4 %                             | –2,2 % *                           | –3,4%                              |
| Tomislav | crna           | –4,1 %             | –2,9 %             | –1,9 %                             | –2,3 %                             | –1,5 %                             | eliminiran/a                       | eliminiran/a                       | eliminiran/a                       |
| Larisa   | crna           | –4,1 %             | –2,9 %             | –1,9 %                             | –2,1 %                             | –1,5 %                             | odustao/la                         | odustao/la                         |                                    |
| Maja     | bež            | –4,2 %             | –1,5 %             | –1,9 %                             | –1,2 %                             | eliminiran/a                       | eliminiran/a                       | eliminiran/a                       | eliminiran/a                       |
| Nikolina | bež            | –4,2 %             | –1,5 %             | –1,9 %                             | –1,2 %                             | promjena para u novokreirani par 2 | promjena para u novokreirani par 2 | promjena para u novokreirani par 2 | promjena para u novokreirani par 2 |
| Esmir    | tamno crvena   | –3,2 %             | –2,5 %             | –2,5 %                             | –1,3 % *                           | –2,8 %                             | –1,2 %                             | –1,0 % *                           | –3,7%                              |
| Antonio  | tamno crvena   | –3,2 %             | –2,5 %             | –2,5 %                             | –1,3 % *                           | –2,8 %                             | –1,2 %                             | –1,0 % *                           | –3,7%                              |
| Antonija | plava          | –3,0 %             | –2,0 %             | –2,0 %                             | –1,2 %                             | –2,0 %                             | –1,1 %                             | –0,1 %                             | –3,1%                              |
| Ivica    | plava          | –3,0 %             | –2,0 %             | –2,0 %                             | –1,2 %                             | –2,0 %                             | –1,1 %                             | –0,1 %                             | –3,1%                              |
| Davorka  | ljubičasta 2   | novokreirani par 1 | novokreirani par 1 | –1,6 %                             | –1,5 %                             | –2,3 %                             | –2,0 %                             | –1,2 % *                           | –3,0 %                             |
| Mateo    | ljubičasta 2   | novokreirani par 1 | novokreirani par 1 | –1,6 %                             | –1,5 %                             | –2,3 %                             | –2,0 %                             | –1,2 % *                           | eliminiran/a                       |
| Nikolina | bež 2          | novokreirani par 2 | novokreirani par 2 | novokreirani par 2                 | novokreirani par 2                 | –2,2 %                             | –2,0 %                             | –1,0 % *                           | –2,9 %                             |
| Nina     | bež 2          | novokreirani par 2 | novokreirani par 2 | novokreirani par 2                 | novokreirani par 2                 | –2,2 %                             | –2,0 %                             | –1,0 % *                           | –2,9 %                             |

↑1 Tjedan 2 (epizoda 8) – Larisa i Tomislav (crni par) imaju –3 kg prednosti na vaganju zbog pobjede u Velikom izazovu 2 te konačni rezultat iznosi –4,1 %.

↑2 Tjedan 3 (epizoda 11) – Larisa i Tomislav (crni par) koriste rastući kg prednosti (+3 kg) na vaganju zbog pobjede u Velikom izazovu 1 te konačni rezultat iznosi –3,1 %.

↑3 Tjedan 4 (epizoda 14) – Esmir i Antonio (tamno crveni par) imaju –3 kg prednosti na vaganju zbog pobjede u Velikom izazovu 4 te konačni rezultat iznosi –2,4 %.

↑4 Tjedan 5 (epizoda 17) – Davorka i Mateo (ljubičasti par) imaju –1,5 kg prednosti na vaganju zbog pobjede u Velikom izazovu 5 te konačni rezultat iznosi –2,8 %. Alina i Marija (zeleni par) imaju +0,5 kg zbog posljednjeg mjesta u Velikom izazovu 5 te konačni rezultat iznosi –2,0 %.

↑5  Tjedan 6 (epizoda 23) – Davorka ima imunitet od Ivice. Alina i Marija (zeleni par) te Nikolina i Nina (bež par) imaju –1 kg prednosti na vaganju zbog samostalnog treniranja tog tjedna te konačni rezultat iznosi: Alina i Marija (zeleni par) ––2,6 % te Nikolina i Nina (bež par) –1,4 %. Esmir i Antonio (tamno crveni par) imaju –2 kg prednosti na vaganju zbog pobjede u Velikom izazovu 7 te konačni rezultat iznosi –1,8 %.

## Službena stranica i društvene mreže
- Službena stranica
- Život na vagi na Facebooku